# Fußball-Weltmeisterschaft 1986/Gruppe B
| Pl. | Land     | Sp. | S | U | N | Tore    | Diff. | Punkte |
| --- | -------- | --- | - | - | - | ------- | ----- | ------ |
| 1.  | Mexiko   | 3   | 2 | 1 | 0 | 004:200 | +2    | 05:10  |
| 2.  | Paraguay | 3   | 1 | 2 | 0 | 004:300 | +1    | 04:20  |
| 3.  | Belgien  | 3   | 1 | 1 | 1 | 005:500 | ±0    | 03:30  |
| 4.  | Irak     | 3   | 0 | 0 | 3 | 001:400 | −3    | 0:60   |

Gruppe B der Fußball-Weltmeisterschaft 1986:

## Mexiko – Belgien 2:1 (2:1)
| Mexiko                                                               | Mexiko | Belgien | Belgien |
| -------------------------------------------------------------------- | --- | --- | ------- |
| Mexiko                                                               | \| 1. Spieltag \| \| Dienstag, 3. Juni 1986 um 12:00 Uhr in Mexiko-Stadt (Aztekenstadion) \| \| Zuschauer: 110.000 \| \| Schiedsrichter: Carlos Espósito ( Argentinien) \| \| Spielbericht \|                                                                      | \| 1. Spieltag \| \| Dienstag, 3. Juni 1986 um 12:00 Uhr in Mexiko-Stadt (Aztekenstadion) \| \| Zuschauer: 110.000 \| \| Schiedsrichter: Carlos Espósito ( Argentinien) \| \| Spielbericht \|                                                           | Belgien |
| Mexiko                                                               | Pablo Larios – Félix Cruz – Mario Alberto Trejo, Fernando Quirarte, Raúl Servín – Carlos Muñoz, Javier Aguirre, Tomás Boy (69. Miguel España), Manuel Negrete – Hugo Sánchez, Luis Flores (79. Francisco Javier Cruz) Cheftrainer: Bora Milutinović ( Jugoslawien) | Jean-Marie Pfaff – Franky Van der Elst – Eric Gerets, Hugo Broos, Michel De Wolf – Enzo Scifo, René Vandereycken, Jan Ceulemans , Franky Vercauteren – Erwin Vandenbergh (66. Stéphane Demol), Philippe Desmet (60. Nico Claesen) Cheftrainer: Guy Thys | Belgien |
| Mexiko                                                               | 1:0 Quirarte (23.) 2:0 Sánchez (39.) | 2:1 Vandenbergh (45.) | Belgien |
| Mexiko                                                               | Sánchez (23.), Muñoz (83.) | F. Van der Elst (56.) | Belgien |
| 1. Spieltag                                                          | | |         |
| Dienstag, 3. Juni 1986 um 12:00 Uhr in Mexiko-Stadt (Aztekenstadion) | | |         |
| Zuschauer: 110.000                                                   | | |         |
| Schiedsrichter: Carlos Espósito ( Argentinien)                       | | |         |
| Spielbericht                                                         | | |         |

## Paraguay – Irak 1:0 (1:0)
| Paraguay                                                             | Paraguay | Irak | Irak |
| -------------------------------------------------------------------- | --- | --- | ---- |
| Paraguay                                                             | \| 1. Spieltag \| \| Mittwoch, 4. Juni 1986 um 12:00 Uhr in Toluca (Estadio Nemesio Díez) \| \| Zuschauer: 24.000 \| \| Schiedsrichter: Edwin Picon-Ackong ( Mauritius) \| \| Spielbericht \|                                                        | \| 1. Spieltag \| \| Mittwoch, 4. Juni 1986 um 12:00 Uhr in Toluca (Estadio Nemesio Díez) \| \| Zuschauer: 24.000 \| \| Schiedsrichter: Edwin Picon-Ackong ( Mauritius) \| \| Spielbericht \|                                                                              | Irak |
| Paraguay                                                             | Roberto Fernández – Juan Torales, César Zabala, Rogelio Delgado , Vladimiro Schettina – Jorge Amado Nunes, Julio César Romero, Adolfino Cañete – Buenaventura Ferreira, Roberto Cabañas, Alfredo Mendoza (88. Jorge Guasch) Cheftrainer: Cayetano Ré | Raad Hamudi – Samir Shaker – Khalil Mohammed, Nadhim Shaker, Ghanim Oraibi Jassim – Basil Gorgis (81. Basim Qasim), Natiq Hashim, Hussain Said, Ali Hussein Shihab – Ahmed Radhi, Haris Mohammed (67. Abdul-Rahim Hamed Aufi) Cheftrainer: Evaristo de Macedo ( Brasilien) | Irak |
| Paraguay                                                             | 1:0 Romero (35.) | | Irak |
| Paraguay                                                             | Schettina (45.) | S. Shaker (29.) | Irak |
| 1. Spieltag                                                          | | |      |
| Mittwoch, 4. Juni 1986 um 12:00 Uhr in Toluca (Estadio Nemesio Díez) | | |      |
| Zuschauer: 24.000                                                    | | |      |
| Schiedsrichter: Edwin Picon-Ackong ( Mauritius)                      | | |      |
| Spielbericht                                                         | | |      |

## Mexiko – Paraguay 1:1 (1:0)
| Mexiko                                                              | Mexiko | Paraguay | Paraguay |
| ------------------------------------------------------------------- | --- | --- | -------- |
| Mexiko                                                              | \| 2. Spieltag \| \| Samstag, 7. Juni 1986 um 12:00 Uhr in Mexiko-Stadt (Aztekenstadion) \| \| Zuschauer: 114.600 \| \| Schiedsrichter: George Courtney ( England) \| \| Spielbericht \|                                                                           | \| 2. Spieltag \| \| Samstag, 7. Juni 1986 um 12:00 Uhr in Mexiko-Stadt (Aztekenstadion) \| \| Zuschauer: 114.600 \| \| Schiedsrichter: George Courtney ( England) \| \| Spielbericht \|                                                                                | Paraguay |
| Mexiko                                                              | Pablo Larios – Félix Cruz – Mario Alberto Trejo, Fernando Quirarte, Raúl Servín – Carlos Muñoz, Javier Aguirre, Tomás Boy (58. Miguel España), Manuel Negrete – Hugo Sánchez, Luis Flores (77. Francisco Javier Cruz) Cheftrainer: Bora Milutinović ( Jugoslawien) | Roberto Fernández – Juan Torales (80. Ramón Hicks), César Zabala, Rogelio Delgado , Vladimiro Schettina – Jorge Amado Nunes, Buenaventura Ferreira, Julio César Romero, Adolfino Cañete – Roberto Cabañas, Alfredo Mendoza (62. Jorge Guasch). Cheftrainer: Cayetano Ré | Paraguay |
| Mexiko                                                              | 1:0 L. Flores (3.) | 1:1 Romero (85.) | Paraguay |
| Mexiko                                                              | Negrete (26.), Sánchez (75.), Trejo (80.) | Mendoza (5.), Schettina (30.) | Paraguay |
| Mexiko                                                              | Sánchez scheitert mit Foulelfmeter an Fernández (88.) | | Paraguay |
| 2. Spieltag                                                         | | |          |
| Samstag, 7. Juni 1986 um 12:00 Uhr in Mexiko-Stadt (Aztekenstadion) | | |          |
| Zuschauer: 114.600                                                  | | |          |
| Schiedsrichter: George Courtney ( England)                          | | |          |
| Spielbericht                                                        | | |          |

## Belgien – Irak 2:1 (2:0)
| Belgien                                                             | Belgien | Irak | Irak |
| ------------------------------------------------------------------- | --- | --- | ---- |
| Belgien                                                             | \| 2. Spieltag \| \| Sonntag, 8. Juni 1986 um 12:00 Uhr in Toluca (Estadio Nemesio Díez) \| \| Zuschauer: 20.000 \| \| Schiedsrichter: Jesús Díaz ( Kolumbien) \| \| Spielbericht \|                                                                  | \| 2. Spieltag \| \| Sonntag, 8. Juni 1986 um 12:00 Uhr in Toluca (Estadio Nemesio Díez) \| \| Zuschauer: 20.000 \| \| Schiedsrichter: Jesús Díaz ( Kolumbien) \| \| Spielbericht \|                                                                     | Irak |
| Belgien                                                             | Jean-Marie Pfaff – Franky Van der Elst – Eric Gerets, Stéphane Demol (69. Georges Grün), Michel De Wolf – Enzo Scifo (67. Leo Clijsters), René Vandereycken, Jan Ceulemans , Franky Vercauteren – Nico Claesen, Philippe Desmet Cheftrainer: Guy Thys | Raad Hamudi – Samir Shaker – Khalil Mohammed, Nadhim Shaker, Ghanim Oraibi Jassim – Basil Gorgis, Natiq Hashim, Karim Saddam (81. Abdul-Rahim Hamed Aufi), Ali Hussein Shihab – Ahmed Radhi, Haris Mohammed Cheftrainer: Evaristo de Macedo ( Brasilien) | Irak |
| Belgien                                                             | 1:0 Scifo (16.) 2:0 Claesen (21., Foulelfmeter) | 2:1 Radhi (59.) | Irak |
| Belgien                                                             | Claesen (16.) | Gorgis (1.), Hamudi (20.), N. Shaker (29.), H. Mohammed (42.), S. Shaker (48.), Hashim (65.) | Irak |
| Belgien                                                             | Gorgis (52.) | | Irak |
| 2. Spieltag                                                         | | |      |
| Sonntag, 8. Juni 1986 um 12:00 Uhr in Toluca (Estadio Nemesio Díez) | | |      |
| Zuschauer: 20.000                                                   | | |      |
| Schiedsrichter: Jesús Díaz ( Kolumbien)                             | | |      |
| Spielbericht                                                        | | |      |

## Belgien – Paraguay 2:2 (1:0)
| Belgien                                                               | Belgien | Paraguay | Paraguay |
| --------------------------------------------------------------------- | --- | --- | -------- |
| Belgien                                                               | \| 3. Spieltag \| \| Mittwoch, 11. Juni 1986 um 12:00 Uhr in Toluca (Estadio Nemesio Díez) \| \| Zuschauer: 16.000 \| \| Schiedsrichter: Bogdan Dotschew ( Bulgarien) \| \| Spielbericht \|                              | \| 3. Spieltag \| \| Mittwoch, 11. Juni 1986 um 12:00 Uhr in Toluca (Estadio Nemesio Díez) \| \| Zuschauer: 16.000 \| \| Schiedsrichter: Bogdan Dotschew ( Bulgarien) \| \| Spielbericht \|                                                  | Paraguay |
| Belgien                                                               | Jean-Marie Pfaff – Michel Renquin – Georges Grün (89. Leo Van der Elst), Hugo Broos, Patrick Vervoort – Enzo Scifo, Stéphane Demol, Jan Ceulemans , Franky Vercauteren – Nico Claesen, Daniel Veyt Cheftrainer: Guy Thys | Roberto Fernández – Juan Torales, César Zabala, Rogelio Delgado , Jorge Guasch – Jorge Amado Nunes, Buenaventura Ferreira, Julio César Romero, Adolfino Cañete – Roberto Cabañas, Alfredo Mendoza (68. Ramón Hicks) Cheftrainer: Cayetano Ré | Paraguay |
| Belgien                                                               | 1:0 Vercauteren (30.) 2:1 Veyt (59.) | 1:1 Cabañas (50.) 2:2 Cabañas (76.) | Paraguay |
| Belgien                                                               | Ceulemans (55.) | Romero (55.) | Paraguay |
| 3. Spieltag                                                           | | |          |
| Mittwoch, 11. Juni 1986 um 12:00 Uhr in Toluca (Estadio Nemesio Díez) | | |          |
| Zuschauer: 16.000                                                     | | |          |
| Schiedsrichter: Bogdan Dotschew ( Bulgarien)                          | | |          |
| Spielbericht                                                          | | |          |

## Mexiko – Irak 1:0 (0:0)
| Mexiko                                                                | Mexiko | Irak | Irak |
| --------------------------------------------------------------------- | --- | --- | ---- |
| Mexiko                                                                | \| 3. Spieltag \| \| Mittwoch, 11. Juni 1986 um 12:00 Uhr in Mexiko-Stadt (Aztekenstadion) \| \| Zuschauer: 103.763 \| \| Schiedsrichter: Zoran Petrović ( Jugoslawien) \| \| Spielbericht \|                                                                                      | \| 3. Spieltag \| \| Mittwoch, 11. Juni 1986 um 12:00 Uhr in Mexiko-Stadt (Aztekenstadion) \| \| Zuschauer: 103.763 \| \| Schiedsrichter: Zoran Petrović ( Jugoslawien) \| \| Spielbericht \|                                                                                    | Irak |
| Mexiko                                                                | Pablo Larios – Félix Cruz – Rafael Amador Flores (61. Alejandro Domínguez), Fernando Quirarte, Raúl Servín – Miguel España, Javier Aguirre, Tomás Boy , Carlos de los Cobos (79. Francisco Javier Cruz), Manuel Negrete – Luis Flores Cheftrainer: Bora Milutinović ( Jugoslawien) | Abdul-Fattah Nassif – Maad Ibrahim – Khalil Mohammed , Nadhim Shaker, Ghanim Oraibi Jassim – Anad Abid (70. Shaker Mahmoud), Natiq Hashim (60. Abdul-Rahim Hamed Aufi), Karim Saddam, Ali Hussein Shihab – Ahmed Radhi, Basim Qasim Cheftrainer: Evaristo de Macedo ( Brasilien) | Irak |
| Mexiko                                                                | 1:0 Quirarte (54.) | | Irak |
| Mexiko                                                                | Saddam (30.), K. Mohammed (73.) | | Irak |
| 3. Spieltag                                                           | | |      |
| Mittwoch, 11. Juni 1986 um 12:00 Uhr in Mexiko-Stadt (Aztekenstadion) | | |      |
| Zuschauer: 103.763                                                    | | |      |
| Schiedsrichter: Zoran Petrović ( Jugoslawien)                         | | |      |
| Spielbericht                                                          | | |      |